# 카보레인

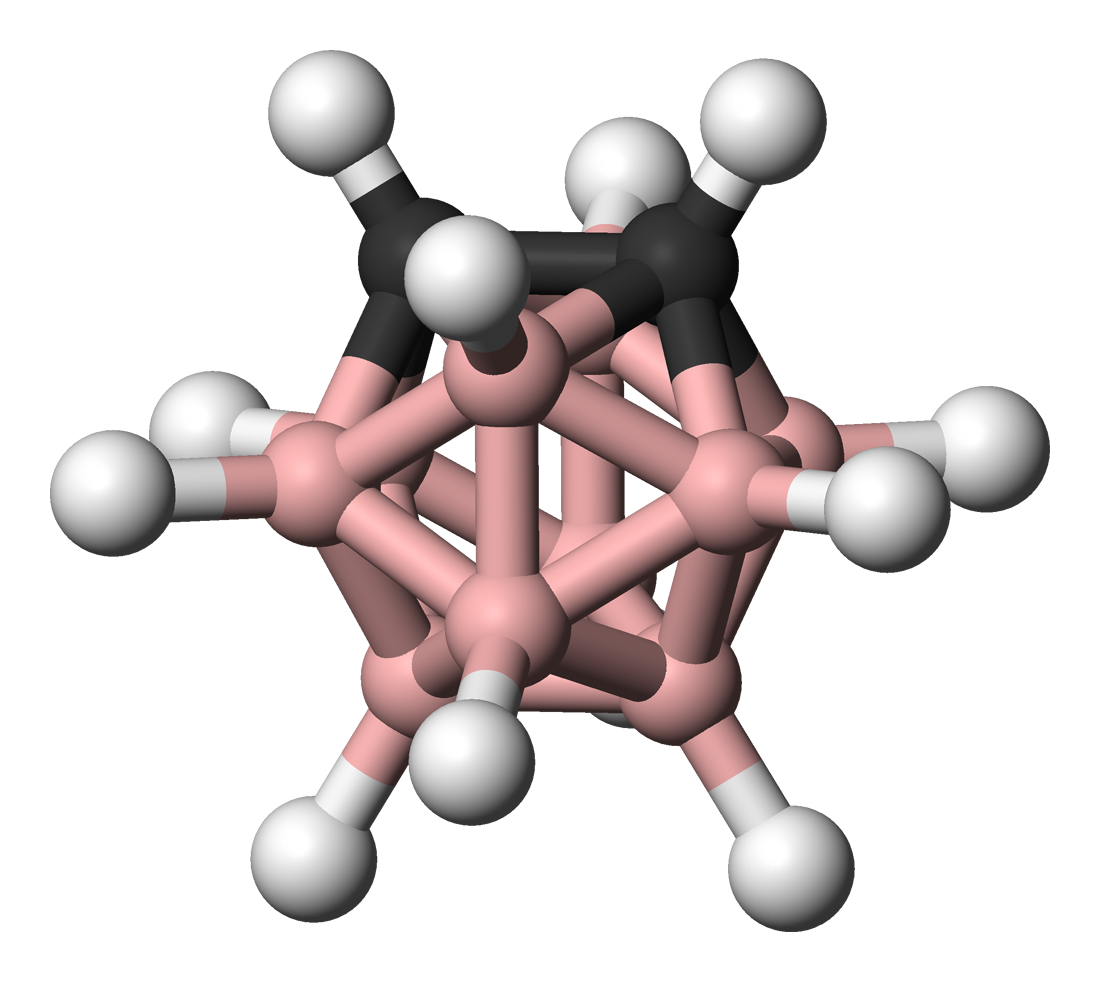
카보레인의 예(o-카보레인)

카보레인(carborane)은 붕소, 탄소, 수소로 이루어진 결정성 화합물을 통칭하는 말이다. 여러 가지 방법으로 합성될 수 있는데, 주로 펜타보레인 또는 데카보레인과 아세틸렌을 고온의 기체상태에서 반응시키거나 루이스 염기의 존재 하에 반응시켜서 얻을 수 있다. 카보레인에는 철장형과 둥지형, 그리고 그물형이 있는데 이는 원자의 배열 형태에 따라 구분된다.

## 참고 문헌
- Considine, G. D. et al., Van Nostrand's encyclopedia of chemistry, 5th edition, Hoboken: Wiley-Interscience, 2005.

## 같이 보기
- 카보레인산
- 아자보레인
- 헤테로보레인
- 보레인류